# Darren Fletcher
| pcupdate       = 26 august 2021
| ntupdate       = 26 august 2021
}}
Darren Barr Fletcher (n. 1 februarie 1984, Dalkeith, Scoția) este un fotbalist scoțian care a evoluat la Manchester United, West Bromwich,Stoke City și la echipa națională de fotbal a Scoției.

## Goluri internaționale
| Gol | Data              | Stadion                | Oponent            | Scor | Rezultat | Competiția                                             |
| --- | ----------------- | ---------------------- | ------------------ | ---- | -------- | ------------------------------------------------------ |
| 1.  | 11 octombrie 2003 | Hampden Park, Glasgow  | Lituania           | 1–0  | 1–0      | Preliminariile Campionatului European de Fotbal 2004   |
| 2.  | 30 mai 2004       | Easter Road, Edinburgh | Trinidad și Tobago | 1–0  | 4–1      | Meci amical                                            |
| 3.  | 12 octombrie 2005 | Arena Petrol, Celje    | Slovenia           | 1–0  | 3–0      | Calificările pentru Campionatul Mondial de Fotbal 2006 |
| 4.  | 2 septembrie 2006 | Celtic Park, Glasgow   | Insulele Feroe     | 1–0  | 6–0      | Preliminariile Campionatului European de Fotbal 2008   |
| 5.  | 3 septembrie 2011 | Hampden Park, Glasgow  | Cehia              | 2–1  | 2–2      | Preliminariile Campionatului European de Fotbal 2012   |

## Statistici carieră

### Club
| Club              | Sezon   | Campionat | Campionat | FA Cup  | FA Cup | League Cup | League Cup | Europa  | Europa | Altele  | Altele | Total   | Total  |
| Club              | Sezon   | Meciuri   | Goluri    | Meciuri | Goluri | Meciuri    | Goluri     | Meciuri | Goluri | Meciuri | Goluri | Meciuri | Goluri |
| ----------------- | ------- | --------- | --------- | ------- | ------ | ---------- | ---------- | ------- | ------ | ------- | ------ | ------- | ------ |
| Manchester United | 2002–03 | 0         | 0         | 0       | 0      | 0          | 0          | 2       | 0      | –       | –      | 2       | 0      |
| Manchester United | 2003–04 | 22        | 0         | 5       | 0      | 2          | 0          | 6       | 0      | 0       | 0      | 35      | 0      |
| Manchester United | 2004–05 | 18        | 3         | 3       | 0      | 3          | 0          | 5       | 0      | 1       | 0      | 30      | 3      |
| Manchester United | 2005–06 | 27        | 1         | 3       | 0      | 4          | 0          | 7       | 0      | –       | –      | 41      | 1      |
| Manchester United | 2006–07 | 24        | 3         | 6       | 0      | 1          | 0          | 9       | 0      | –       | –      | 40      | 3      |
| Manchester United | 2007–08 | 16        | 0         | 1       | 2      | 0          | 0          | 6       | 0      | 1       | 0      | 24      | 2      |
| Manchester United | 2008–09 | 26        | 3         | 3       | 0      | 1          | 0          | 8       | 0      | 4       | 1      | 42      | 4      |
| Manchester United | 2009–10 | 30        | 4         | 0       | 0      | 3          | 0          | 7       | 1      | 1       | 0      | 41      | 5      |
| Manchester United | 2010–11 | 26        | 2         | 2       | 0      | 1          | 0          | 7       | 1      | 1       | 0      | 37      | 3      |
| Manchester United | 2011–12 | 8         | 1         | 0       | 0      | 0          | 0          | 2       | 1      | 0       | 0      | 10      | 2      |
| Manchester United | 2012–13 | 3         | 1         | 0       | 0      | 2          | 0          | 5       | 0      | –       | –      | 10      | 1      |
| Manchester United | 2013–14 | 5         | 0         | 1       | 0      | 3          | 0          | 0       | 0      | 0       | 0      | 9       | 0      |
| Total             | Total   | 205       | 18        | 24      | 2      | 20         | 0          | 64      | 3      | 8       | 1      | 321     | 24     |

Statistics accurate as of match played 9 februarie 2014

### Internațional
| Scoția | Scoția  | Scoția |
| An     | Meciuri | Goluri |
| ------ | ------- | ------ |
| 2003   | 4       | 1      |
| 2004   | 9       | 1      |
| 2005   | 7       | 1      |
| 2006   | 7       | 1      |
| 2007   | 7       | 0      |
| 2008   | 6       | 0      |
| 2009   | 6       | 0      |
| 2010   | 7       | 0      |
| 2011   | 5       | 1      |
| 2012   | 3       | 0      |
| Total  | 61      | 5      |

## Palmares

### Club
Manchester United
- Premier League (5): 2006–07, 2007–08, 2008–09, 2010–11, 2012–13
- FA Cup (1): 2003–04
- Football League Cup (2): 2005–06, 2009–10
- FA Community Shield (4): 2003, 2007, 2008, 2010
- UEFA Champions League (1): 2007–08
- FIFA Club World Cup (1): 2008

### Internațional
Scoția
- Kirin Cup (1): 2006

### Individual
- PFA Premier League Team of the Year (1): 2009–10